# Ksamil
Ksamil is een plaats en voormalige gemeente in de stad (bashkia) Sarandë in de prefectuur Vlorë in Albanië. Sinds de gemeentelijke herindeling van 2015 doet  dienst als deelgemeente en is het een bestuurseenheid zonder verdere bestuurlijke bevoegdheden. De plaats telde bij de census van 2011 2994 inwoners.